# Fuchsammer
Die Fuchsammer (Passerella iliaca) ist ein nordamerikanischer Singvogel.

## Merkmale
Die 18 cm lange Fuchsammer ist ein stämmiger Vogel. Die östliche und nördliche Populationen sind oberseits rostbraun gefärbt und unserseits weiß mit rostbraunen Streifen. Bei der westlichen Population tritt anstatt der rostbraunen Zeichnung eine dunkelbraune oder graue auf. Der Gesang der Fuchsammer ist melodisch, sie singt sogar im Winter von exponierter Warte aus.

Verbreitung in Nordamerika

## Vorkommen
Die Fuchsammer lebt in Gebüsch, Dickichte und Mischwäldern in weiten Teilen Kanadas und der USA.
In der kalten Jahreszeit zieht die Art etwas südlicher.

## Verhalten
Die Fuchsammer hält sich vorwiegend am Boden auf, wo sie im Erdreich oder zwischen Blättern nach Insekten, Spinnen und anderen wirbellosen Tieren sucht. Auch pflanzliche Kost, wie Knospen, gehört zur Nahrung.

## Fortpflanzung
Das schalenförmige Nest aus Zweigen und Gräsern wird am Boden oder dicht über dem Boden in einem Busch gebaut. Das Weibchen brütet alleine zwei bis fünf Eier etwa zwei Wochen lang aus. Das Männchen hilft später bei der Fütterung der Jungen.